# Siegfried Kallenberg
Siegfried Garibaldi Kallenberg (* 3. November 1867 in Bad Schachen; † 9. Februar 1944 in München) war ein deutscher Komponist.

## Leben
Siegfried Kallenberg wurde 1867 in Schachen als Urenkel des Schriftstellers Jean Paul, Enkel des Malers Ernst Förster und Sohn des Turners und Jahn-Mitstreiters Karl Kallenberg (1825–1900) geboren. Sein Taufpate war der italienische Nationalheld Giuseppe Garibaldi.
Nachdem Kallenberg das Abitur abgelegt hatte, studierte er am Königlichen Konservatorium für Musik in Stuttgart unter Immanuel Faißt, und daraufhin an der Königlichen Akademie der Tonkunst in München unter Josef Gabriel Rheinberger, wobei er sich auf die Kompositionslehre spezialisierte.
Kallenberg unterrichtete an Konservatorien in Stettin, Königsberg und Hannover und stand diesen Einrichtungen auch als Rektor vor. Im Jahre 1910 zog er sich vom aktiven Dienst zurück und ließ sich in München nieder, um fortan als freischaffender Künstler zu leben. In dieser Zeit bis zu seinem Tod schuf er ein umfangreiches Werk an Kompositionen zu allen Gattungen.
Bemerkenswert war vor allem die Zusammenarbeit mit Ödön von Horváth, den Kallenberg zu seiner ersten literarischen Veröffentlichung ermutigte. Die beiden Männer begegneten sich 1920 und Kallenberg erfragte bei Horváth einen Text für eine musikalische Pantomime. Horváth schrieb daraufhin 7 "Tänze", die im Buch der Tänze als sein Erstlingswerk veröffentlicht wurden. Die Uraufführung der Pantomime mit Kallenbergs Musik fand 1922 in der Klavierfassung in München statt. Die Orchesterfassung erfuhr ihre Premiere 1926 in Osnabrück. Die Kritiken fielen sehr schlecht aus, sodass Horváth von seinem Werk nicht mehr überzeugt war und mithilfe des Geldes seines Vaters alle verfügbaren Exemplare des Buch der Tänze aufkaufte und vernichtete. Die Musik Kallenbergs zum Buch der Tänze blieb aber vom Komponisten unangetastet bestehen.
Kallenberg veröffentlichte in der NS-Zeitschrift Musik im Kriege.
Siegfried Kallenberg starb am 9. Februar 1944 in München.

## Musikalische Werke (Auswahl)
- Pantomime Buch der Tänze (1921)
- Fantasie für Klavier nach einer Dichtung von Horváth (1923)[1]
- Vier altdeutsche Liebeslieder für eine Singstimme und Klavier, 1912
- Lieder: für 1 Singstimme mit Klavier, 1920
- Der Spielmann: heitere Volksoper in drei Akten, 1935

## Publikationen
- Musikalische Kompositionsformen, 1912
- Richard Strauß, Leben und Werk, 1926
- Max Reger, 1929
- Franz Mikorey 70 Jahre alt, Musik im Kriege, Heft 5–6, August–September 1943
- Der faustische Gedanke in der deutschen Musik, Musik im Kriege, Heft 9/10 Dezember/Januar 1943/44